# 核都市広域幹線道路
核都市広域幹線道路（かくとしこういきかんせんどうろ）は、首都圏の各都市を相互に結ぶ環状道路として計画された道路である。1994年12月16日、地域高規格道路の候補路線に指定された。略称は「核幹道」である。

## 概要
首都圏の環状道路は、首都高速都心環状線、首都高速中央環状線、東京外環自動車道、首都圏中央連絡自動車道があるが、東京外環自動車道と首都圏中央連絡自動車道の中間位置に計画されている。業務核都市のうち、横浜市、町田市、多摩市、立川市、所沢市、さいたま市、越谷市、柏市、千葉市などを結ぶ計画である。
すでに完成済みまたは事業中の区間として首都高速神奈川7号横浜北西線、首都高速神奈川7号横浜北線、首都高速埼玉新都心線などが挙げられる。

## 今後の計画
埼玉県やさいたま市はさいたま新都心線のさいたま見沼出入口 - 東北自動車道浦和料金所付近の事業実現を推進している。埼玉県議会でも「埼玉県議会首都高速埼玉新都心線の東北自動車道までの延伸及び高速埼玉大宮線の圏央道までの延伸を促進する議員連盟」が発足している。2018年には関東地方整備局埼玉県渋滞ボトルネック検討ワーキンググループも事業早期実施の必要性を指摘した。関東地方整備局では2022年度から埼玉新都心線 - 東北道付近について事業化に向けた調査を開始することを発表した。
また、国土交通省関東地方整備局と千葉県によって事業化に向けて調査が進められている千葉北西連絡道路（千葉柏道路）も核都市広域幹線道路の一部と位置づけられている。